# Matthew Holmes (ciclista)
Matthew Holmes (Wigan, Reino Unido, 8 de diciembre de 1993) es un ciclista británico que fue profesional entre 2012 y 2022.

## Trayectoria
Debutó como profesional en 2012 con el Team Raleigh y en 2014 fichó por el Madison Genesis, ambos equipos británicos de categoría Continental. En 2020 dio el salto al WorldTour tras firmar con el Lotto Soudal por dos años. En su primera carrera con el equipo belga, logró su primera victoria como profesional al vencer en la última etapa del Tour Down Under con final en Willunga Hill. Ese fue el único triunfo que consiguió hasta su retirada en enero de 2023 después de no ver renovado su contrato.

## Palmarés
2020
- 1 etapa del Tour Down Under

## Resultados en Grandes Vueltas
| Carrera | Carrera         | 2012 | 2013 | 2014 | 2015 | 2016 | 2017 | 2018 | 2019 | 2020 | 2021  | 2022  |
| ------- | --------------- | ---- | ---- | ---- | ---- | ---- | ---- | ---- | ---- | ---- | ----- | ----- |
|         | Giro de Italia  | —    | —    | —    | —    | —    | —    | —    | —    | 81.º | —     | 116.º |
|         | Tour de Francia | —    | —    | —    | —    | —    | —    | —    | —    | —    | —     | —     |
|         | Vuelta a España | —    | —    | —    | —    | —    | —    | —    | —    | —    | F. c. | —     |

—: no participa
Ab.: abandono
F. c.: fuera de control

## Equipos
- Team Raleigh (2012-2013)
  - Team Raleigh-GAC (2012)
  - Team Raleigh (2013)
- Madison Genesis (2014-2019)
- Lotto Soudal (2020-2022)